# Alexander Hoad
Alexander Hoad (Crawley, 10 aprile 1984) è un ex giocatore di football americano britannico naturalizzato canadese, che ha giocato come defensive back.
Dopo aver giocato per la squadra universitaria canadese degli Ottawa Gee-Gees si è trasferito ai Quad City Steamwheelers della Af2. L'anno successivo è passato agli austriaci Tirol Raiders, successivamente ai tedeschi Mönchengladbach Mavericks e infine nel 2012 ai finlandesi Helsinki Wolverines.

## Palmarès
- 1 Eurobowl (Tirol Raiders: 2009)